# Sankt Mortens Sogn (Randers)
 For alternative betydninger, se Sankt Mortens Sogn. (Se også artikler, som begynder med Sankt Mortens Sogn)
Sankt Mortens Sogn er et sogn i Randers Nordre Provsti (Århus Stift). Sognet ligger i Randers Kommune; indtil Kommunalreformen i 1970 lå det i Støvring Herred (Randers Amt). I Sankt Mortens Sogn ligger Randers Klosterkirke og Sankt Mortens Kirke.
I Sankt Mortens Sogn findes flg. autoriserede stednavne: